# John Gadret

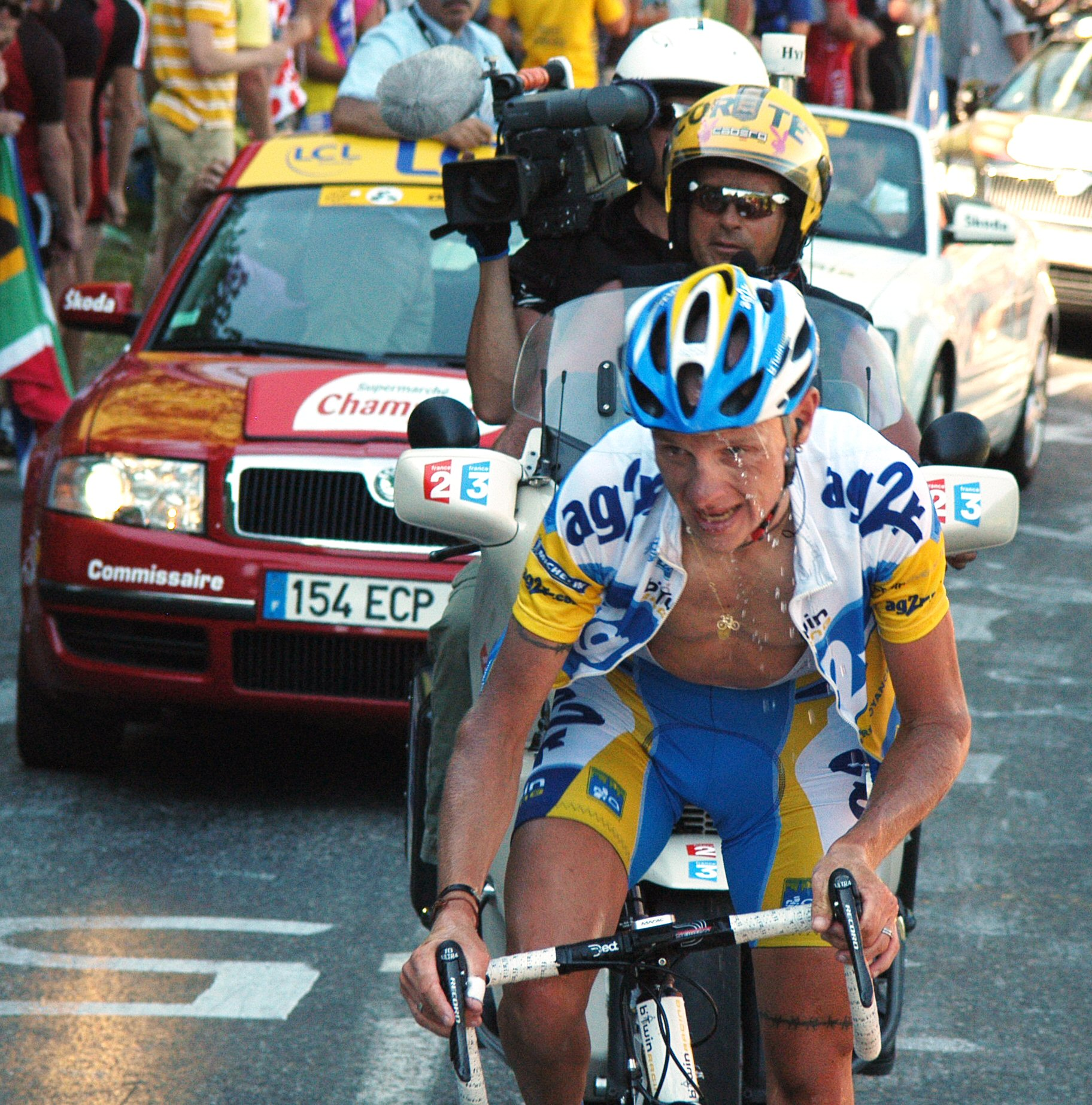
Gadret op de Col de la Colombière in de 7e etappe van de Ronde van Frankrijk 2007

John Gadret (Épernay, 22 april 1979) is een voormalig Frans wielrenner. Hij was van origine gespecialiseerd in het veldrijden.

## Carrière
Op de weg werd Gadret in 2004 professional bij de Belgische formatie Chocolade Jacques. In zijn eerste jaar bij de profs boekte Gadret meteen een overwinning in Vossem. Datzelfde jaar werd hij ook Frans kampioen veldrijden. In 2006 behaalde hij voor de tweede maal die titel. Vanaf 2006 reed Gadret bij AG2R, waarvoor hij ook in Protour-wedstrijden uitkwam. In het gebergte kon Gadret goed uit de voeten. Hij werd als een van de beste Franse renners in het hooggebergte gezien. In zijn eerste jaar bij AG2R mocht Gadret naar de Ronde van Italië, waar hij in diverse bergetappes steevast voorin eindigde. Een top-20 klassering in het eindklassement was wellicht mogelijk geweest, maar een val met sleutelbeenbreuk maakte een einde aan zijn eerste grote ronde.
In 2007 pakte Gadret met de winst in de Grote Prijs Gippingen zijn eerste grote overwinning bij de professionals.
In 2011 boekte hij zijn grootste overwinning toen hij op 18 mei de elfde etappe in de Ronde van Italië won. In deze rit, die naar Castelfidardo voerde, versloeg hij op een hellende aankomst krachtpatsers als Joaquim Rodríguez en Alberto Contador. In het eindklassement van die Ronde van Italië eindigde Gadret oorspronkelijk als vierde, maar werd door de dopingschorsing van winnaar Alberto Contador alsnog als derde in de einduitslag geplaatst.
In 2014 en 2015 kwam Gadret uit voor het Spaanse Team Movistar. Na het seizoen 2015 zette hij een punt achter zijn loopbaan.

## Palmares

### Veldrijden
Overwinningen
| Seizoen   | Wereldbeker | Coupe de France                      | FK     | WK  | Overige        | Totaal aantal zeges |
| --------- | ----------- | ------------------------------------ | ------ | --- | -------------- | ------------------- |
| 2001-2002 |             |                                      | Brons  | 19e |                | 0                   |
| 2002-2003 |             | Lapalisse, Pontchâteau eindklassemnt | Zilver | DNF | Lanarvily      | 3                   |
| 2003-2004 |             | Authée-sur-Cher eindklassement       | Goud   | 28e | Fourmies       | 3                   |
| 2004-2005 |             | Sedan                                | Zilver | 12e | Vossem         | 2                   |
| 2005-2006 |             | Fourmies                             | Goud   | DNF | Chateaubernard | 2                   |
| 2006-2007 |             |                                      | Zilver | 8e  |                | 0                   |
| 2007-2008 |             |                                      | Zilver | 9e  |                | 1                   |
| 2008-2009 |             |                                      | DNS    | DNS |                | 2                   |
| 2009-2010 |             |                                      | 11e    | 21e |                | 0                   |
| 2010-2011 |             |                                      | Zilver | 13e |                | 0                   |
| 2011-2012 |             |                                      | 8e     | 29e | Pétange        | 1                   |
| 2012-2013 |             |                                      | Brons  | DNS |                | 0                   |
| 2013-2014 |             |                                      |        | DNS |                | 0                   |
| 2014-2015 |             |                                      | 5e     | DNS |                | 0                   |
| 2015-2016 |             |                                      | Brons  | DNS |                | 0                   |
| 2016-2017 |             |                                      | Brons  | DNS |                | 0                   |
|           |             |                                      |        |     |                |                     |
| Totaal    | 0           | 5 (2x eindklassement)                | 2      | 0   | 5              | 12                  |

Resultatentabel
| Seizoen   | Aantal zeges      | Regenboogtrui | Franse kampioenentrui | WB  | CDF    | UCI  |
| --------- | ----------------- | ------------- | --------------------- | --- | ------ | ---- |
| 2001-2002 | 0 overwinning(en) | 19e           | Brons                 | 17e | Brons  |      |
| 2002-2003 | 3 overwinning(en) | DNF           | Zilver                | 10e | Goud   |      |
| 2003-2004 | 3 overwinning(en) | 28e           | Goud                  | 10e | Goud   |      |
| 2004-2005 | 2 overwinning(en) | 12e           | Zilver                | -   |        | 12e  |
| 2005-2006 | 2 overwinning(en) | DNF           | Goud                  | -   |        | 8e   |
| 2006-2007 | 0 overwinning(en) | 8e            | Zilver                | -   |        | 9e   |
| 2007–2008 | 0 overwinning(en) | 9e            | Zilver                | -   |        | 19e  |
| 2008–2009 | 0 overwinning(en) | DNS           | DNS                   | -   | -      | -    |
| 2009–2010 | 0 overwinning(en) | 21e           | 11e                   | 25e |        | 34e  |
| 2010–2011 | 0 overwinning(en) | 13e           | Zilver                | 27e |        | 29e  |
| 2011–2012 | 1 overwinning(en) | 29e           | 8e                    | 54e | Brons  | 65e  |
| 2012–2013 | 0 overwinning(en) | DNS           | Brons                 | -   | Zilver | 96e  |
| 2013–2014 | 0 overwinning(en) | DNS           |                       | -   | Brons  | 153e |
| 2014–2015 | 0 overwinning(en) | DNS           | 5e                    | -   | 7e     | 158e |
| 2015–2016 | 0 overwinning(en) | DNS           | Brons                 | 77e | 7e     | 72e  |
| 2016–2017 | 0 overwinning(en) | DNS           | Brons                 | -   | 8e     | 151e |
| Totaal    | 12 overwinningen  | 0             | 2                     | 0   | 2      | 0    |

### Wegwielrennen

#### Overwinningen
2007 - 3 zeges
GP Kanton Aargau
3e etappe Ronde van de Ain
Eind- en Bergklassement Ronde van de Ain
2008 - 1 zege
4e etappe Ronde van de Ain
2011 - 1 zege
11e etappe Ronde van Italië

#### Resultaten in voornaamste wedstrijden
| Jaar | Ronde van Italië | Ronde van Frankrijk | Ronde van Spanje |
| ---- | ---------------- | ------------------- | ---------------- |
| 2004 | opgave           |                     |                  |
| 2005 |                  |                     |                  |
| 2006 | opgave           |                     |                  |
| 2007 |                  | 54e                 |                  |
| 2008 |                  | opgave              | 18e              |
| 2009 |                  |                     | opgave           |
| 2010 | 13e              | 17e                 |                  |
| 2011 | ↑ (1)            | opgave              |                  |
| 2012 | 11e              |                     | opgave           |
| 2013 |                  | 22e                 |                  |
| 2014 |                  | 19e                 |                  |
| 2015 |                  |                     |                  |

| Jaar | Gent-Wevelgem | Ronde van Vlaanderen | Parijs-Roubaix | Amstel Gold Race | Luik-Bast.‑Luik | Ronde van Lombardije | Waalse Pijl | Clásica San Sebastián |  | WK op de weg |  | Wereldranglijsten |
| ---- | ------------- | -------------------- | -------------- | ---------------- | --------------- | -------------------- | ----------- | --------------------- |  | ------------ |  | ----------------- |
| 2004 |               |                      | opgave         |                  |                 |                      |             |                       |  |              |  |                   |
| 2005 |               |                      |                |                  |                 |                      |             |                       |  |              |  |                   |
| 2006 | opgave        | 98e                  |                |                  | opgave          | 34e                  | opgave      |                       |  |              |  |                   |
| 2007 |               |                      |                |                  | 15e             | 22e                  | 8e          | opgave                |  |              |  | 86e (UPT)         |
| 2008 |               |                      |                |                  | 32e             | 42e                  | 10e         |                       |  | 46e          |  | 70e (UPT)         |
| 2009 |               |                      |                |                  |                 |                      |             |                       |  |              |  |                   |
| 2010 |               |                      |                |                  | 64e             |                      | 43e         | opgave                |  |              |  | 107e (UWK)        |
| 2011 |               |                      |                |                  | 82e             |                      | 73e         |                       |  |              |  | 38e (UWT)         |
| 2012 |               |                      |                |                  |                 | opgave               |             |                       |  |              |  | 102e (UWT)        |
| 2013 |               |                      |                |                  | 31e             |                      | 58e         | 24e                   |  |              |  | 171e (UWT)        |
| 2014 |               |                      |                | opgave           | 78e             |                      | 52e         |                       |  |              |  |                   |
| 2015 | opgave        | opgave               | 79e            |                  |                 |                      |             |                       |  |              |  |                   |

|}
(*) Na schorsing Alberto Contador 3e in Ronde van Italië 2011

## Ploegen
- 2003-Cofidis (stagiair)
- 2004-Chocolade Jacques-Wincor Nixdorf
- 2005-Jartazi Granville Team
- 2006-Ag2r Prévoyance
- 2007-Ag2r Prévoyance
- 2008-AG2R La Mondiale
- 2009-AG2R La Mondiale
- 2010-AG2R La Mondiale
- 2011-AG2R La Mondiale
- 2012-AG2R La Mondiale
- 2013-AG2R La Mondiale
- 2014-Team Movistar
- 2015-Team Movistar